# Najwa Alimi
Najwa Alimi, född 1993 eller 1994 i Feyzabad i Afghanistan, är journalist och 2019 års mottagare av den svenska regeringens mänskliga rättighets-pris, Per Anger-priset, efter att ha nominerats till priset av den svenska sektionen av Reportrar utan gränser.
Hon har arbetat som reporter på nyhetskanalen Zan TV, en tv-kanal där alla reportrar är kvinnor, och som riktar sig till kvinnor och därmed handlar nyhetsrapporteringen om ämnen som rör kvinnor till exempel feminism, kvinnors roll inom islam, sexuell och reproduktiv hälsa och rättigheter.
Alimi växte upp i en familj med traditionella värderingar och strikta könsroller. I sin ungdom började hon läsa böcker och ifrågasätta vad hon lärt sig under sin uppväxt vilket fick henna att drömma om att bli journalist. Hon studerade journalistik och kemi i Kabul. På sin fritid drev hon ett bokkafé där unga flickor och pojkar fritt kunde diskutera sin situation.
Afghanska journalister arbetar under riskabla förhållanden. 2018 mördades 14 journalister i landet vilket var flest i världen det året. Åren därpå dödades 4 journalister 2019 och lika många 2020. Journalister anses av många konservativa grupper sprida antiislamiska och västerländska värderingar. Alimis egen familj ansåg att det var olämpligt att hon beblandade sig med män under sitt journalistiska arbete. Alimi säger att berättelserna från kvinnorna hon rapporterar om ger henne motivation att fortsätta arbeta.
Efter talibanernas maktövertagande i augusti 2021 hörde Najwa Alimi och hennes syster till dem som evakuerades till Sverige.
Najwa Alimi mottog i juni 2022 Anna Lindhs pris tillsammans med den afghanska utbildningsaktivisten Jamila Afghani.